# Tordyliinae
Sous-tribu
Les Tordyliinae sont une sous-tribu de plantes à fleurs de la famille des Apiaceae, sous-famille des Apioideae, tribu des Tordylieae. Elle comprend 14 genres acceptés. Tordylium est le genre type. C'est notamment la sous-tribu du Panais (Pastinaca sativa).

## Liste des genres
Selon GRIN (20 mai 2021) :
- Ainsworthia Boiss., synonyme de Tordylium L.
- Dumaniana Yıld. & B. Selvi, synonyme de Pastinaca L.
- Hasselquistia L., synonyme de Tordylium L.
- Heracleum L.
- Kandaharia Alava
- Lalldhwojia Farille
- Leiotulus Ehrenb., synonyme de Pastinaca L.
- Malabaila Hoffm.
- Mandenovia Alava
- Pastinaca L.
- Pichleria Stapf & Wettst., synonyme de Zosima Hoffm.
- Semenovia Regel & Herder
- Sphondylium Mill., synonyme de Heracleum L.
- Symphyoloma C. A. Mey.
- Synelcosciadium Boiss., synonyme de Tordylium L.
- Tetrataenium (DC.) Manden.
- Tordyliopsis DC.
- Tordylium L.
- Trigonosciadium Boiss.
- Vanasushava P. K. Mukh. & Constance
- Zosima Hoffm.
- Zozimia DC., orth. var., synonyme de Zosima Hoffm.